# Sadek
Sadek je vápencový skalní útvar v přírodní rezervaci Góra Zborów a krajinném parku Park Krajobrazowy Orlich Gniazd ve skalách Skały Kroczyckie. Nachází se v geomorfologickém podcelku Wyżyna Częstochowska (Čenstochovská jura) patřící do pohoří Wyżyna Krakowsko-Częstochowska (Krakovsko-čenstochovská jura) ve gmině Kroczyce v okrese Zawiercie ve Slezském vojvodství v jižním Polsku.

## Další informace
Sadek se nachází na úpatí hory Góra Zborów, nachází se v něm jeskyně s části propadlého stropu a v minulosti se zde také těžil kalcit. Výška skály je 9 až 18 m. Místo je také využíváno ke sportovnímu horolezectví a je na trase naučné stezky Ścieżka Przyrodnicza Rezerwat Przyrody Góra Zborów.

## Galerie

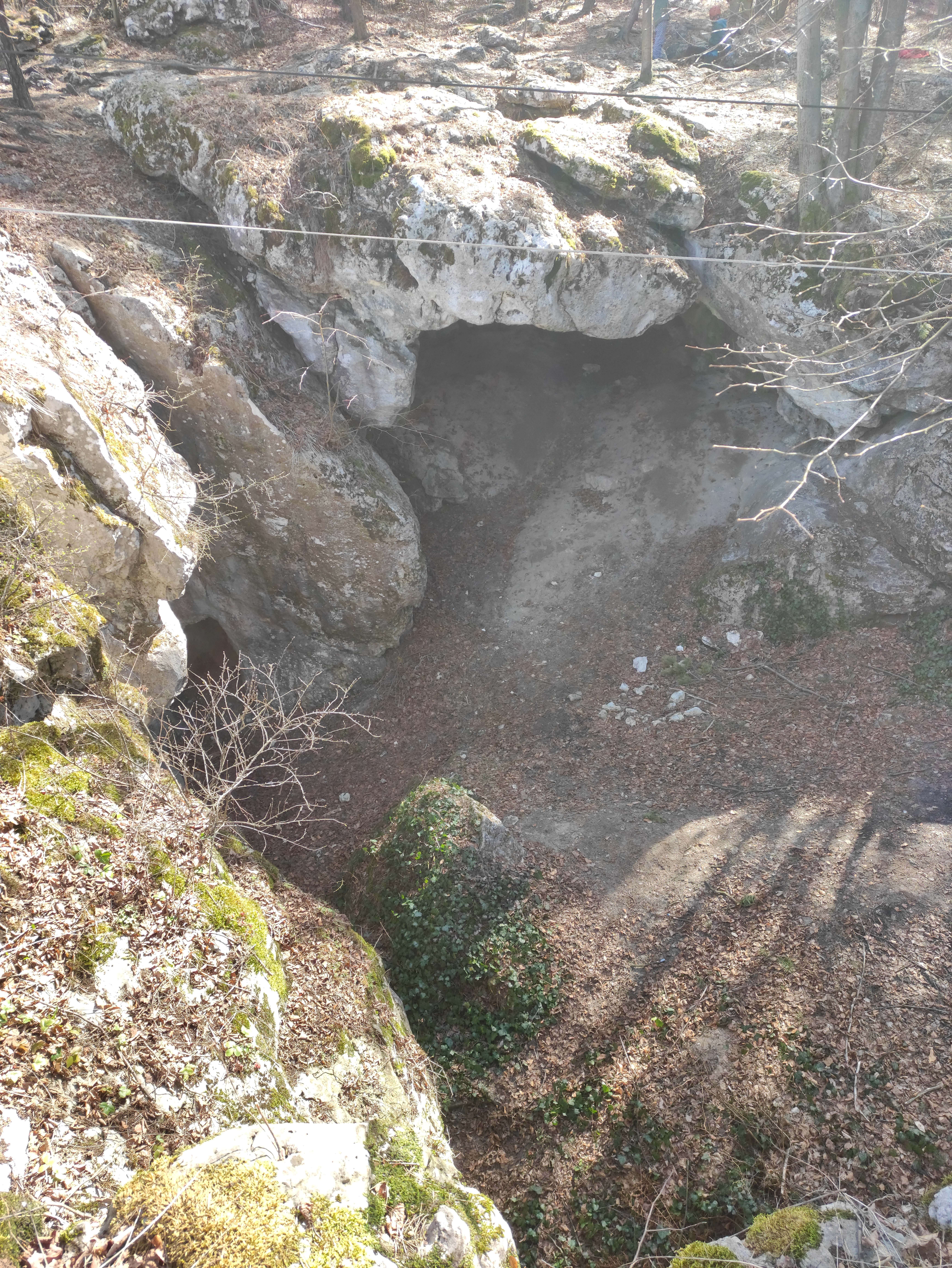
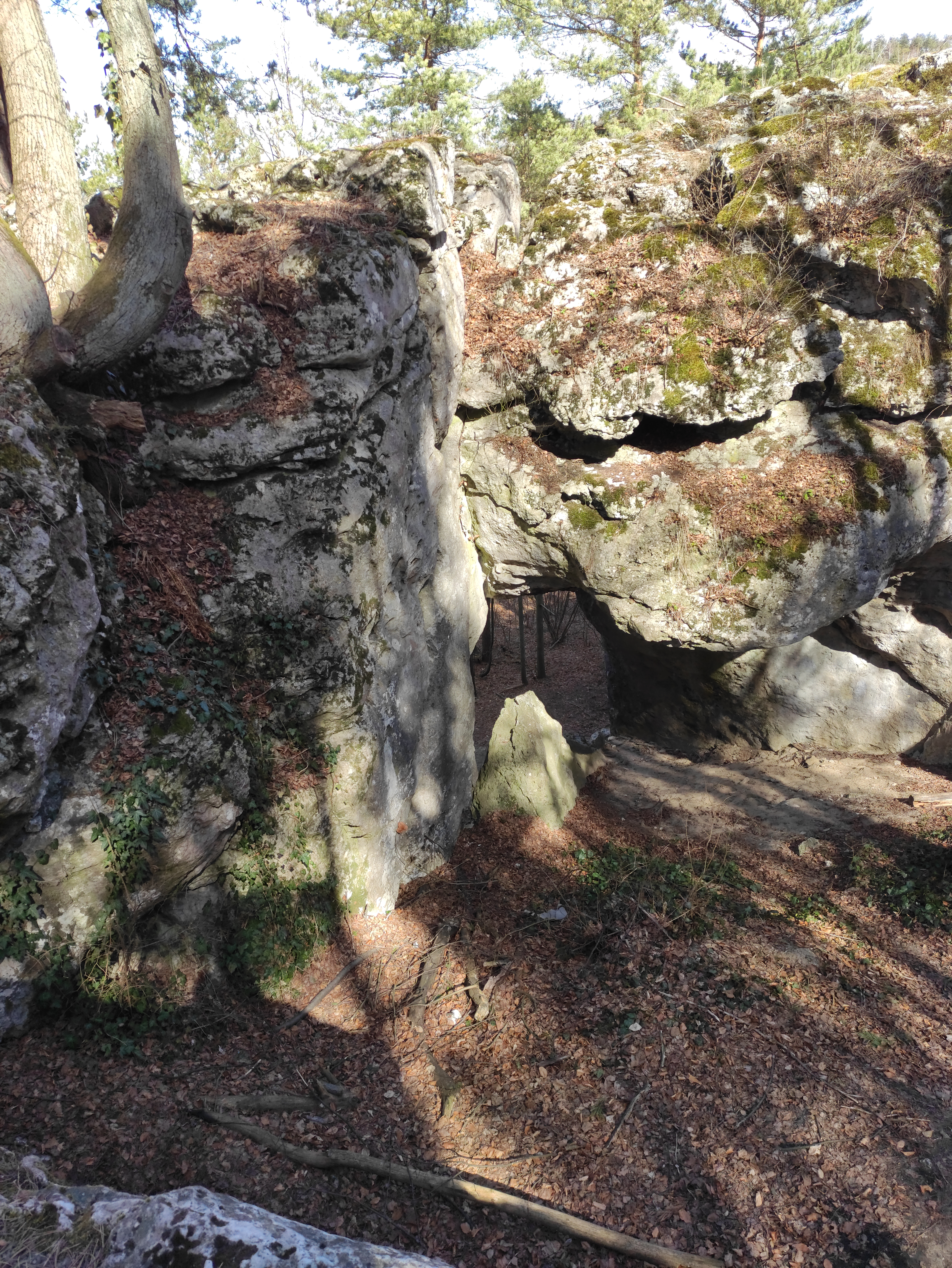
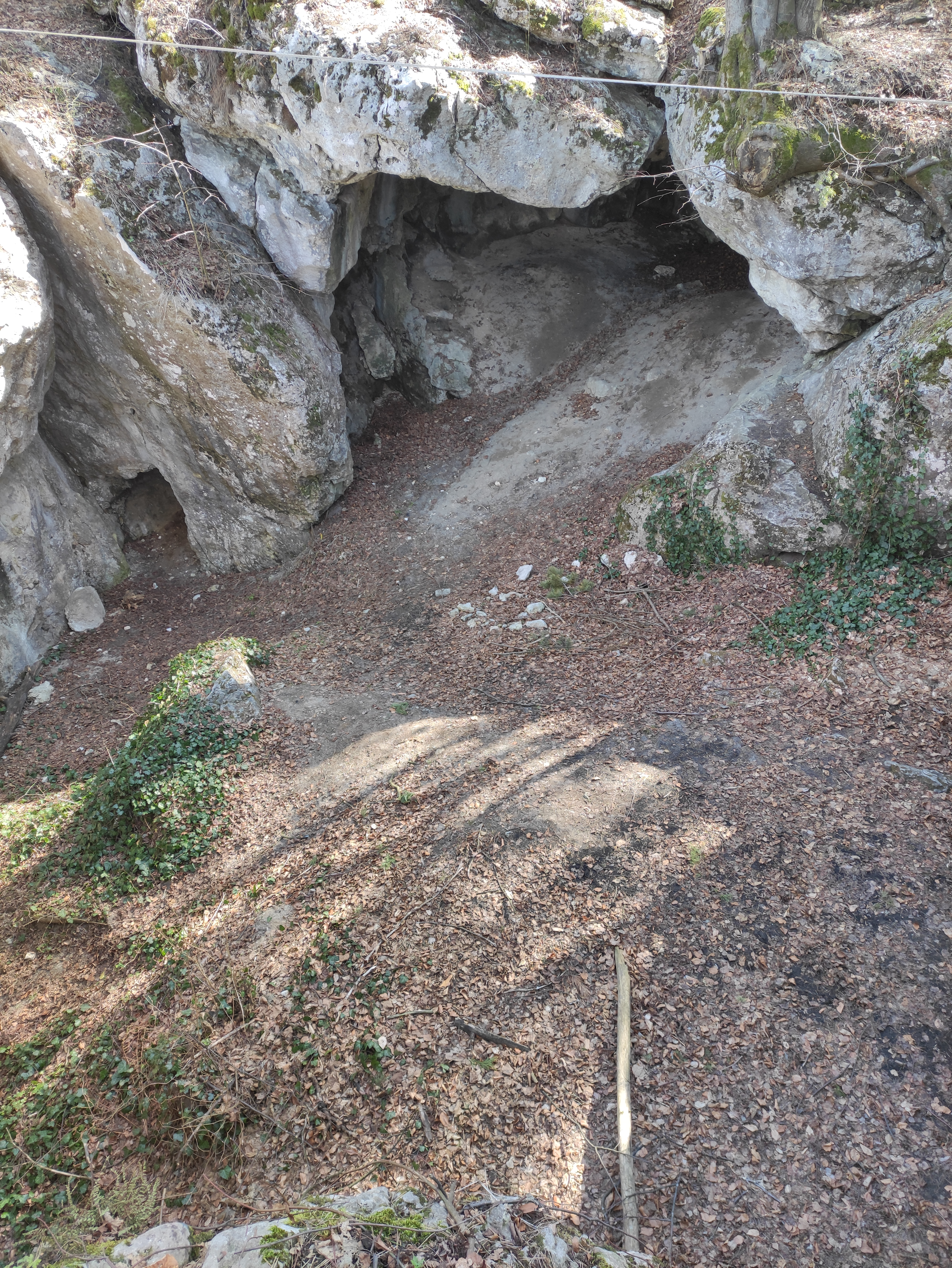
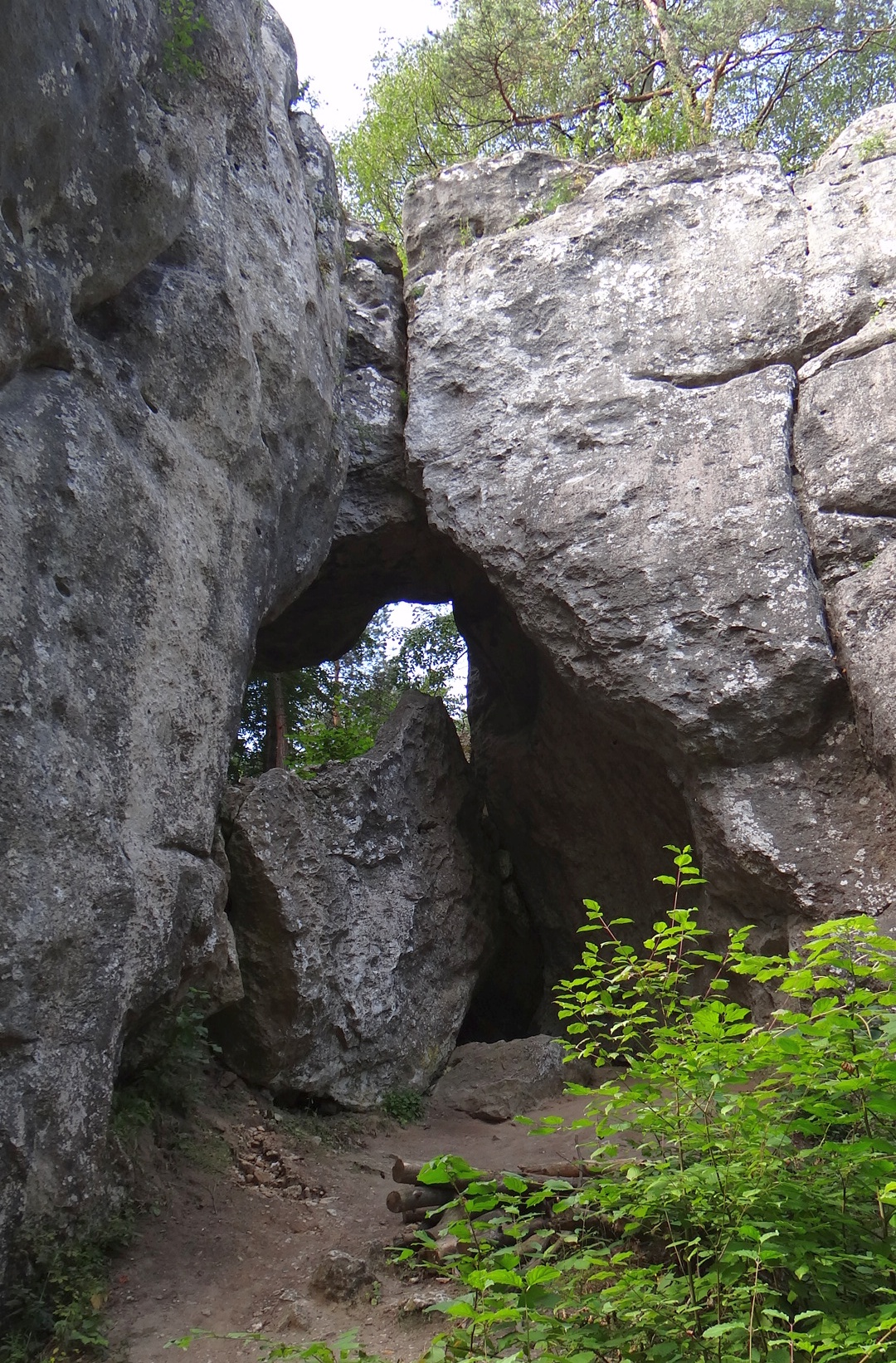